# 捷列霍沃站
捷列霍沃站（羅馬化：Terekhovo）是莫斯科地鐵大環線的一個車站，2021年12月7日啟用。